# Tupadly (okres Mělník)
Obec Tupadly (německy Tuppadel) se nachází v okrese Mělník, kraji Středočeském. Ve vzdálenosti 7 km západně leží Štětí, 10 km jižně Mělník, 16 km západně Roudnice nad Labem a 21 km jižně Neratovice. Žije zde 149 obyvatel. Severně od obce leží kopec Slavín, na kterém se nachází zámek Slavín s rozhlednou.

## Historie
První písemná zmínka o obci pochází z roku 1542.

### Územněsprávní začlenění
Dějiny územněsprávního začleňování zahrnují období od roku 1850 do současnosti. V chronologickém přehledu je uvedena územně administrativní příslušnost obce v roce, kdy ke změně došlo:
- 1850 země česká, kraj Česká Lípa, politický okres Dubá, soudní okres Štětí[4]
- 1855 země česká, kraj Litoměřice, soudní okres Štětí
- 1868 země česká, politický okres Dubá, soudní okres Štětí
- 1939 Sudetenland, vládní obvod Ústí nad Labem, politický i soudní okres Dubá[5]
- 1945 země česká, správní okres Dubá, soudní okres Štětí[6]
- 1949 Pražský kraj, okres Mělník[7]
- 1960 Středočeský kraj, okres Mělník
- 2003 Středočeský kraj, okres Mělník, obec s rozšířenou působností Mělník

### Rok 1932
V obci Tupadly (přísl. Nové Tupadly, 379 obyvatel) byly v roce 1932 evidovány tyto živnosti a obchody: pekař, 2 hostince, 2 obchody se smíšeným zbožím, mlýn, pila, krejčí, trafika, truhlář, kolář.

## Pamětihodnosti
- Slavín, torzo romantického hradu z roku 1840 nad obcí
- částečně zachované roubenky
- Zvonička
- přírodní památka Stráně Hlubokého dolu v katastrálním území obce
- přírodní památka Mokřady dolní Liběchovky v katastrálním území obce
- Při hlavní silnici se nachází pomník připomínající 5. květen 1945 s nápisem: „5. V. 1945 Česká půda po staleté porobě vrátila se opět do rukou lidu českého“. Původní text obsahoval seznam rodáků, kteří zahynuli v první světové válce. Byl uvozen nadpisem: ZUR ERINNERUNG AN DIE IM WELTKRIEGE 1914 – 1918 GEBLIEBENEN HEIMATSÖHNE DER GEMEINDE TUPADL. GEFALLEN[9]

## Doprava
Dopravní síť
- Pozemní komunikace – Obcí prochází silnice I/9 Zdiby - Mělník - Tupadly - Česká Lípa - Rumburk.
- Železnice – Železniční trať ani stanice na území obce nejsou.

Veřejná doprava 2012
- Autobusová doprava – V obci měly zastávky autobusové linky jedoucí do těchto cílů: Česká Lípa, Doksy, Dubá, Jablonné v Podještědí, Mělník, Mimoň, Nový Bor, Praha, Rumburk, Varnsdorf.

## Turistika
- Cyklistika – Obcí vede cyklotrasa č. 0012 Dobřeň - Vidim - Tupadly - Malý Hubenov.
- Pěší turistika – Obcí vedou turistické trasy  Liběchov - Tupadly a  Mělník - Liběchov - Tupadly - Rač - Rozprechtice.

## Osobnosti
- Karel Dimmer (1825–1909), politik, poslanec Českého zemského sněmu, starosta, bankéř

## Galerie

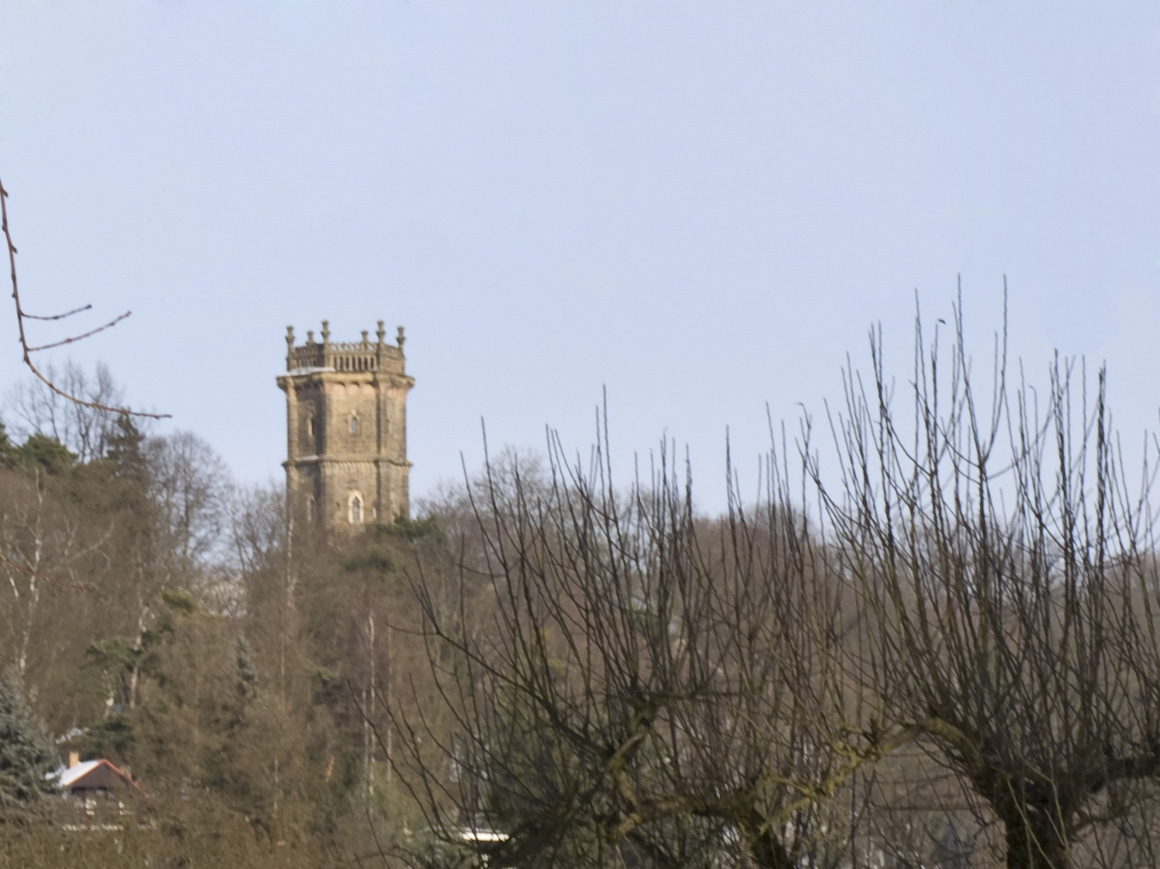
Slavín
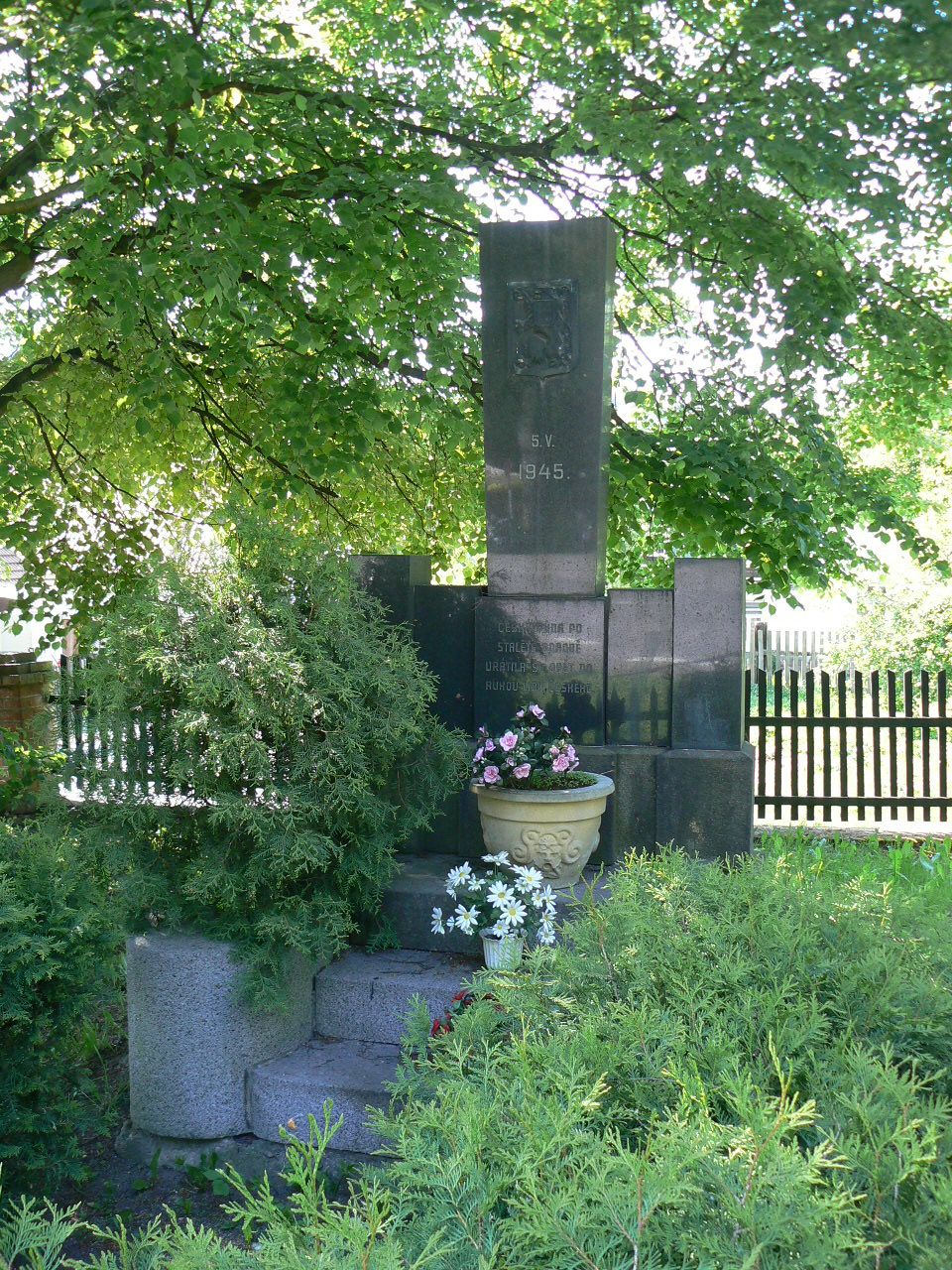
Pomník připomínající 5. květen 1945
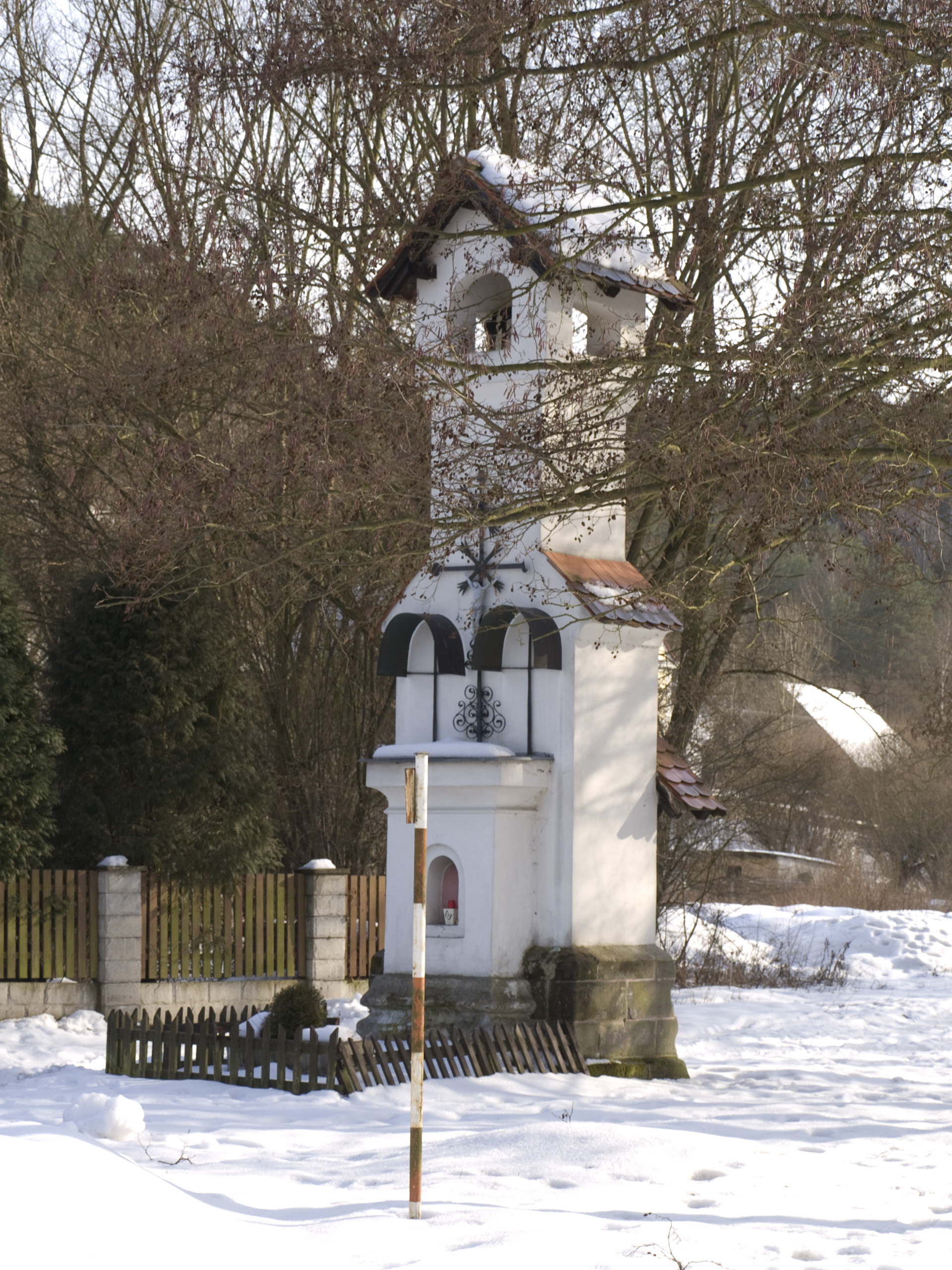
Zvonička
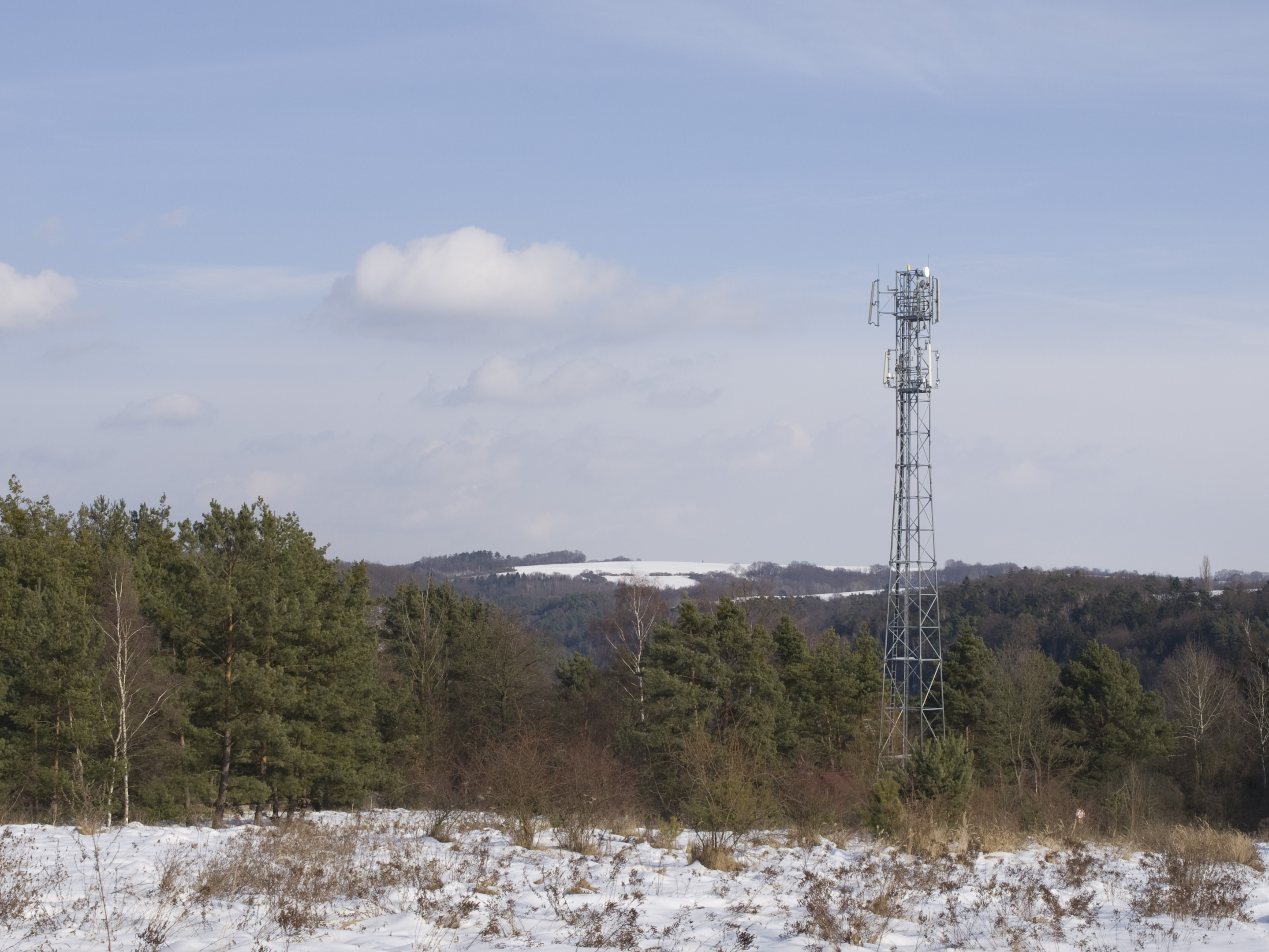
Vysílač nad obcí